# Halticoptera flavicornis
Halticoptera flavicornis är en stekelart som först beskrevs av Maximilian Spinola 1808.  Halticoptera flavicornis ingår i släktet Halticoptera och familjen puppglanssteklar. Arten är reproducerande i Sverige. Inga underarter finns listade i Catalogue of Life.

## Bildgalleri

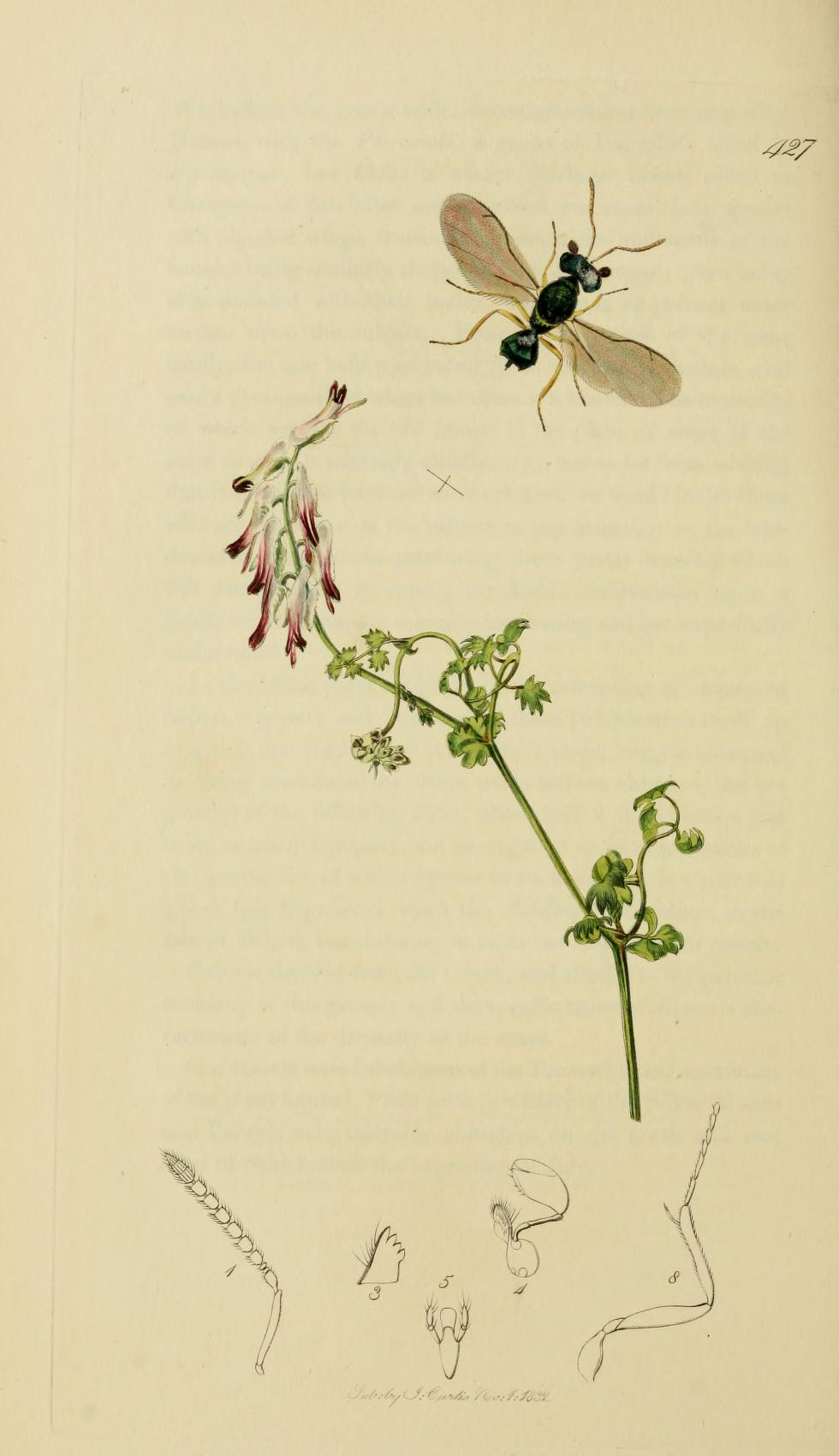